# Phytomyptera vibrissata
Phytomyptera vibrissata är en tvåvingeart som först beskrevs av Aldrich 1934.  Phytomyptera vibrissata ingår i släktet Phytomyptera och familjen parasitflugor. Inga underarter finns listade i Catalogue of Life.